# Granja Kadoorie y Jardín Botánico
La Granja Kadoorie y Jardín Botánico, en inglés: Kadoorie Farm and Botanic Garden(en mandarín: 嘉道理農場暨植物園), anteriormente conocida como Kadoorie Experimental and Externsion Farm (嘉道理試驗及推廣農場), o abreviada Kadoorie Farm (嘉道理農場) era inicialmente una granja cuyo objetivo era el de ayudar y cobijar a los pobres granjeros que llegaban de China a los Nuevos Territorios en Hong Kong.
Está administrado conjuntamente como entidad publica-privada (incorporado y designado como centro de conservación y enseñanza por la Ordenanza (Capítulo 1156) en el Consejo Legislativo de Hong Kong del 20 de enero de 1995).  
El código de identificación internacional del Granja Kadoorie y Jardín Botánico, así como las siglas de su herbario es KADO.

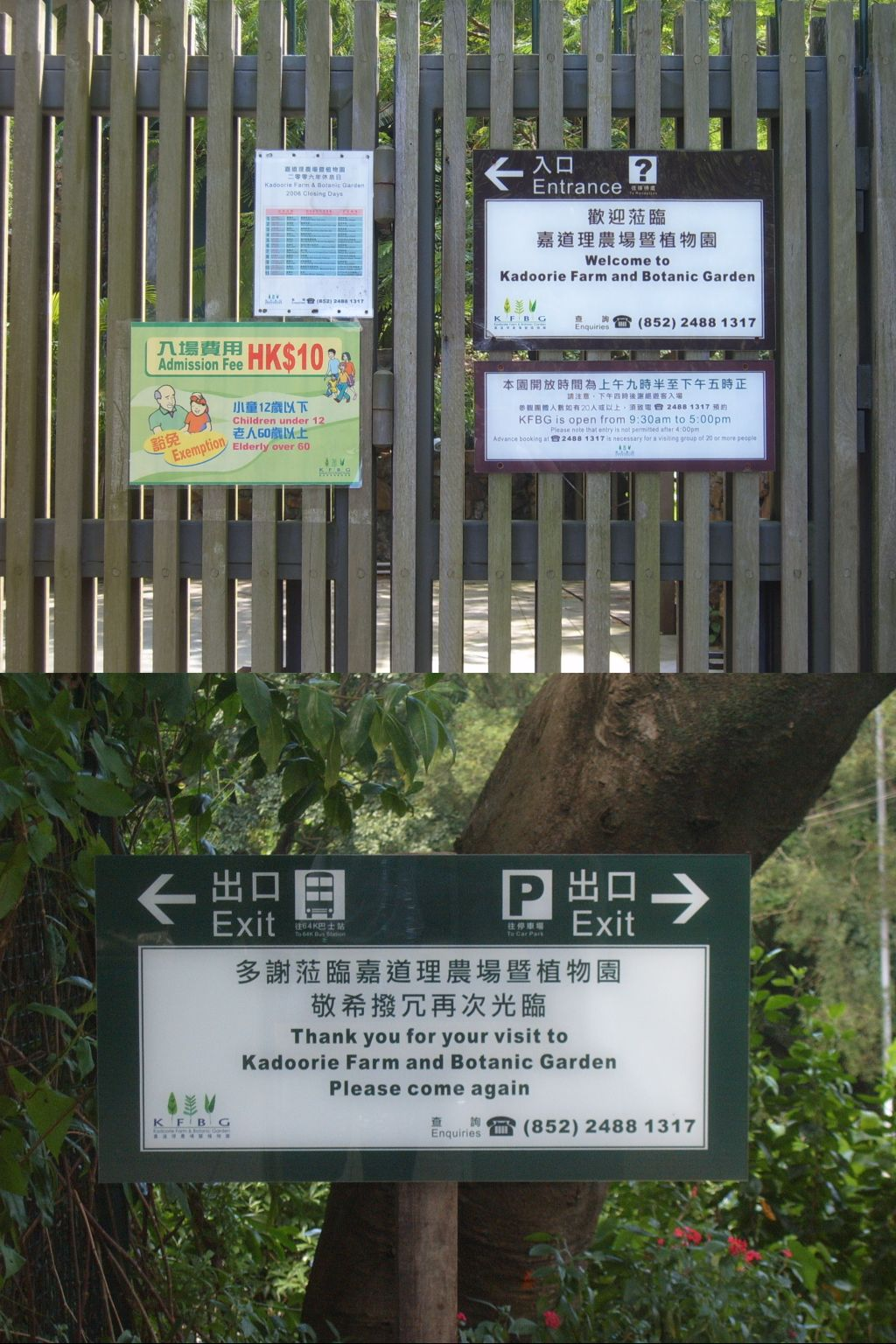
Entrada de la "Kadoorie Farm and Botanic Garden".

## Localización
La "Granja Kadoorie y Jardín Botánico", se encuentra situado en los Nuevos Territorios de Hong Kong. 
Se ubica en la ladera norte de la montaña más alta de las existentes en Hong Kong la – "Tai Mo Shan" (957 metros) 
Kadoorie Farm and Botanic Garden Lam Kam Road, Tai Po, New Territories, Hong Kong SAR  China.
Planos y vistas satelitales.22°26′0.64″N 114°7′5.05″E / 22.4335111, 114.1180694
- Altitud 170 m s. n. m.
- Temperatura media anual 20 °C
- Humedad relativa promedio anual de 80 %
- Promedio de lluvia anual 3000 mm.
- Área total bajo cristal: 200 m²
- Área total bajo sombra: 100 m².

## Historia

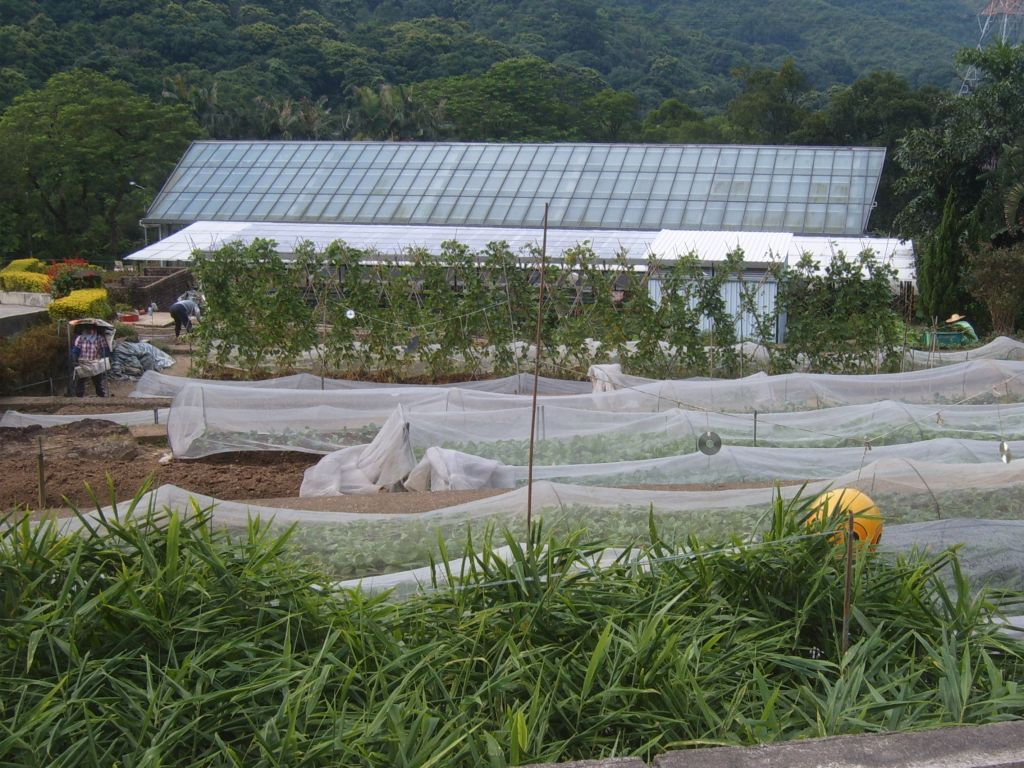
Zona de la Granja Kadoorie.

Los hermanos Kadoorie, el señor Lawrence Kadoorie y el sir Horace Kadoorie, plantaron las semillas para la granja de Kadoorie y el jardín botánico cuando fundaron la asociación agrícola de la ayuda de Kadoorie en 1951. 
El objetivo de la asociación era el de ampliar las perspectiva mentales de los recién llegados la gente que ayudaba que se ayude a sí misma con el entrenamiento, la fuente de entradas agrícolas y préstamos exentos de intereses. 
En 1956, la asociación estableció una granja experimental y de extensión en Pak Ngau Shek en el actual lugar, como centro para mejorar la cosecha la producción y la agricultura en general, mejorar las castas del ganado y entrenar a granjeros locales y a los soldados gurkha con base en Hong Kong.
Castas especiales de cerdos y pollos fueron criados y seleccionados, para que pudieran hacer frente a las condiciones ambientales locales. El resultado fue la revitalización, no solamente de la economía local, sino también de las esperanzas y de los sueños de la gente de los nuevos territorios. 

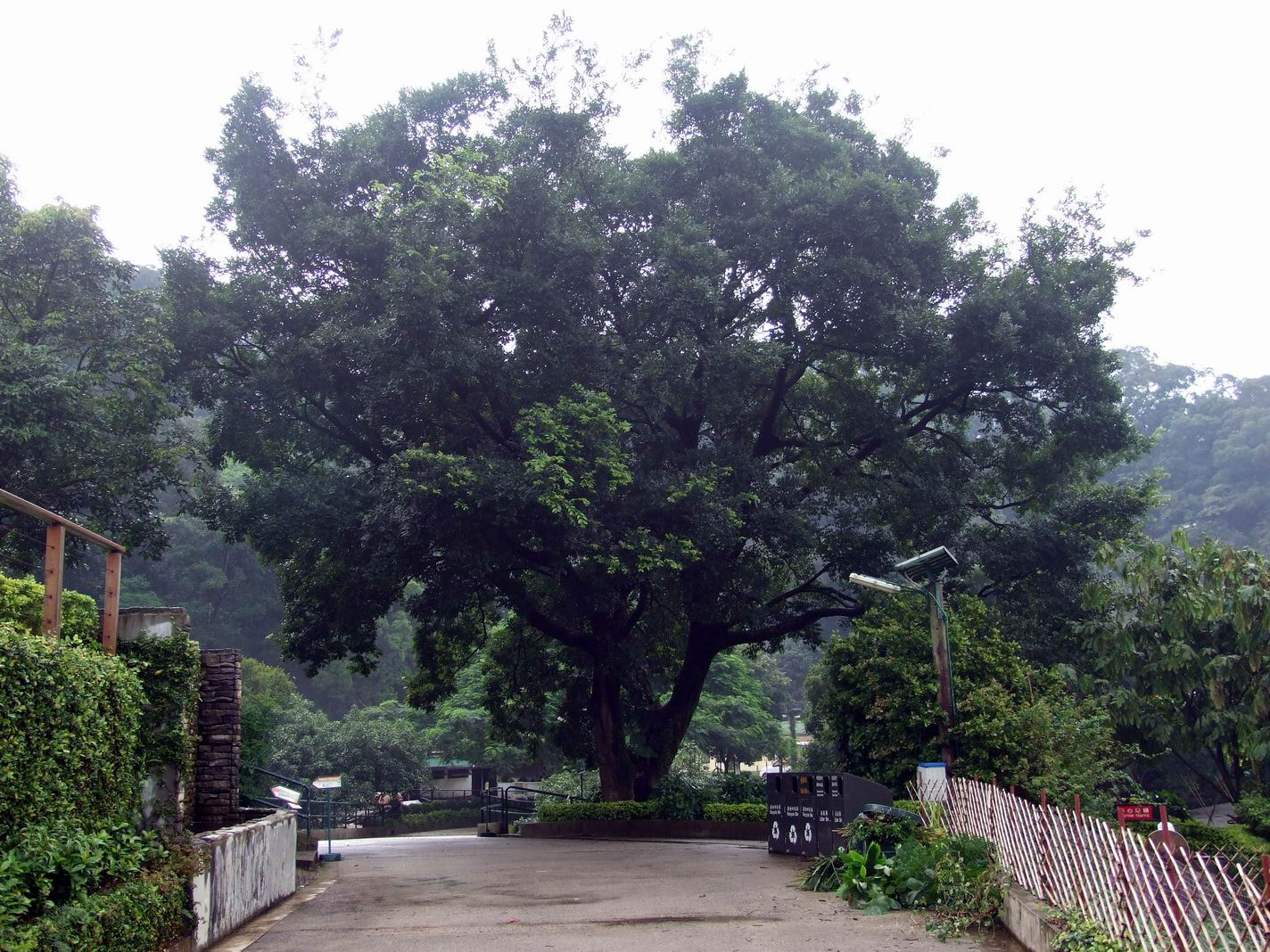
Ejemplar de Celtis sinensis.

El 20 de enero de 1995, el consejo legislativo pasó una ordenanza que estableció el Kadoorie Farm and Botanic Garden Corporation. Esto abrió la puerta para una nueva era en la conservación de la flora y fauna, agricultura orgánica, educación creativa y un foco activo de sostenibilidad en Hong Kong. Su misión era aumentar el conocimiento de nuestra relación con el medio ambiente. Su trabajo también se ha extendido al continente Chino desde 1998.
La granja está dirigida actualmente por Andrew McAulay, el nieto y el resobrino de los fundadores, Lawrence y Horace Kadoorie.

## Programas
Hay programas en marcha que están gestionados por el Departamento de Educación de la KFBG e incluyen la plantación de árboles, la mejora de hábitat de la vida silvestre, talleres de arte y medio ambiente, así como programas de divulgación para las escuelas y la comunidad local. Cada vez hay un mayor énfasis en la educación ecológica, alentando a los visitantes a explorar su relación con la naturaleza por medios artísticos, investigación interna, la atención y la compasión. Mientras tanto a través de su Departamento de Vida y Agricultura Sostenible, la KFBG trabaja para apoyar la transición de la comunidad mediante el desarrollo de nuevas y económicamente viables oportunidades para todas las partes en el sistema alimentario. La KFBG está activamente tratando de reducir la huella ecológica de sus propias operaciones.
La KFBG tiene una gama de programas de conservación de la biodiversidad. Su Programa de Asesoramiento Ecológico, lanzado en 1998, asesora al Gobierno, las ONG ambientalistas, campesinos, consultores ecológicos, académicos y promotores privados, que buscan influir en la política y la práctica en apoyo de la conservación. Los Departamentos de Conservación de Fauna y Flora contribuyen a través de su trabajo a rescatar fauna, programas de cría, propagación ex situ, y proyectos educativos. La KFBG busca integrar sus múltiples objetivos de gestión, para la biodiversidad, los servicios ecosistémicos y la educación medioambientalista, en una finca privada de su propiedad de 150 hectáreas.
El trabajo de conservación desde 1998 se ha extendido a la China continental. Después de algunas encuestas piloto en Guangdong y Guangxi en 1997, el Programa de China de la KFBG lanzó una serie de evaluaciones rápidas de la biodiversidad de colaboración en las reservas naturales de Hainan, Guangxi y Guangdong, lo que lleva a una serie de informes  Archivado el 7 de octubre de 2011 en Wayback Machine. destacando la distribución, situación y amenazas de fauna de la región, centrándose en los vertebrados, plantas, libélulas, hormigas y algunos otros grupos. Al mismo tiempo, el Programa proporciona una plataforma de comunicación entre los involucrados en la conservación de los bosques en el sur de China a través de su revista y sitio web "Bosques Vivos". Desde el año 2000 la atención del Programa se ha desplazado gradualmente a ayudar a las autoridades y comunidades de áreas protegidas con la conservación de los sitios y especies clave, especialmente en Hainan y Guangxi. 
La KFBG ha realizado un enfoque particular en la gran selva tropical de Yinggeling, el centro de Hainan, que ahora es una reserva natural de la provincia. Desde el 2003 la KFBG ha estado involucrada con la conservación el "gibón de Hainan" Nomascus hainanus, el que se cree que es el mono más raro del mundo, en su último refugio en la "Reserva Natural Nacional de Bawangling". En 2011 el Programa de China-"China Programme" de la KFBG ha sido renombrado a "Kadoorie Conservation China".

## Instalaciones
- T.S.Woo Memorial Pavilion
- Signpost Corner
- Jim Ades Raptor Sanctuary
- Insect House
- Piers Jacobs Wildlife Sanctuary
- Reptile Lookout
- Pigsties